# Diplazium zakamenense
Diplazium zakamenense är en majbräkenväxtart som först beskrevs av Marie Laure Tardieu och som fick sitt nu gällande namn av Rakotondr.
Diplazium zakamenense ingår i släktet Diplazium och familjen Athyriaceae. Inga underarter finns listade i Catalogue of Life.